# Anna Tanaka
Anna Tanaka (田中杏奈, Tanaka Anna), née le 17 novembre 2005 à Toyama (Japon), est une chanteuse et mannequin japonaise. Elle est membre de Meovv sous The Black Label.

## Biographie

### Carrière
Le 22 décembre 2016, elle remporte le Grand Prix lors de la 5e audition de mannequins Nico-Petit. Le 22 août 2019, elle devient mannequin exclusive pour le magazine Seventeen.
Le 6 septembre 2024, elle fait ses débuts en tant que membre de Meovv sous le The Black Label.

## Filmographie

### Cinéma
- 2022 : Koi no Yamai to Yarougumi : Rika Mochizuki

### Télévision
- 2020 : MEZAMASHI TV : Juge